# The Greatest Story Ever D’ohed
«The Greatest Story Ever D’ohed» (рус. Величайшая история из когда-либо проваленных) — шестнадцатый эпизод двадцать первого сезона мультсериала «Симпсоны», премьера которого состоялась на 28 марта 2010 года на телеканале сети FOX. Сценарий к эпизоду написал Кевин Карран, а режиссёром стал Майкл Полчино. Эпизод получил негативные отзывы, в рейтинге IMDb занимает предпоследнее место с показателем 5,7 вместе с «Moe Goes From Rags To Riches».

## Сюжет
Нед Фландерс, в очередной раз разочаровавшись в Гомере, который баловался во дворе во время сеанса чтения Библии, приглашает его в Иерусалим по совету Преподобного Лавджоя. Гомер скептически относится к предложению, но Мардж убеждает его поехать. По прибытии в Иерусалим Гомер больше времени проводит в буфете, чем на экскурсиях. В храме Гроба Господня Гомер засыпает, и Нед пытается донести до него, что он должен оказать почтение этим местам, но Гомер его не слушает. Тогда Фландерс злится и начинает кричать на Гомера, и его выставляют из храма и запрещают туда входить навсегда. Нед высказывает Гомеру всё, что он о нём думает, и выходит за стену города, за которой находится пустыня, и Гомер, думая, что Нед убежал в пустыню, принимается за поиски Фландерса. Но когда Гомер на верблюде уехал достаточно далеко, выясняется, что Нед просто захотел чаю и пошёл в чайную, которая находилась за спиной.
Начинается песчаная буря, и верблюд сбегает от Гомера. Когда буря кончается, Гомер бредёт по пустыне в поисках воды и подходит к Мёртвому морю, выпивает немного воды и отключается. Пока Гомер находится в бессознательном состоянии, к нему являются огурец, морковь и томат и говорят ему, что он избран. Когда Мардж с охранником находят Гомера посреди пустыни, он начинает бредить и воображать себя мессией.
В итоге он создаёт единую веру для всех — хрисмудейство. После этого все туристы, приехавшие из Спрингфилда, начинают думать, что они мессии. Когда приходит время улетать, Гомер хочет угостить Неда 12-долларовым сандвичем и говорит, что до него наконец дошло то, чем Нед пичкал его все эти годы.

## Производство
Сценарий к эпизоду написал Кевин Карран, который был также автором сценария эпизода «Rednecks and Broomsticks», а режиссёром стал Майкл Полчино, снявший эпизод «Thursdays with Abie». В качестве приглашённых звезд выступили Саша Барон Коэн в роли экскурсовода Джейкоба и Яэль Наим в роли его дочери Дорит.